# Matías Rubio
Matías Martín Rubio Köstner (* 8. August 1988 in Santiago) ist ein ehemaliger chilenischer Fußballspieler. Der Stürmer gewann mit Universidad Católica eine chilenische Meisterschaft.

## Karriere
Matías Rubio begann seine Profikarriere 2007 beim Universidad Católica und gewann mit dem Team die Meisterschaft 2010. Im Folgejahr war er an die Rangers de Talca verliehen und konnte mit seinem Leihklub in die Primera División aufsteigen. Nach seiner Rückkehr zu Universidad Católica stand er oftmals nicht im Spieltagskader und kam nicht mehr zum Einsatz. Er wechselte daraufhin 2013 zu Deportes Concepción und anschließend zu Unión La Calera. Nach weiteren Stationen sammelte Rubio 2016/17 seine einzige Auslandserfahrung beim kasachischen Verein Aqschajyq Oral. Seine letzten Karrierejahre verbrachte er bei Deportes Colchagua und Deportes Recoleta. Nach der Saison 2022 beendete er seine Profikarriere.

## Erfolge
Universidad Católica
- Chilenischer Meister: 2010

## Sonstiges
Matías Rubio ist Sohn des 36-maligen Nationalspielers Hugo Rubio und Enkel von Talcas Torwart Ildefonso Rubio. Auch seine Brüder Eduardo und Diego sind ehemalige bzw. aktive Profifußballspieler.